# La Toison d'or (pièce de théâtre)
Pour les articles homonymes, voir Toison d'or (homonymie).
La Toison d'or est une pièce de théâtre à machines de Corneille qui raconte les péripéties de la quête de la Toison d'or par Jason avec les Argonautes et évoque notamment le mythe d'Orphée. 
La pièce est un ouvrage de commande réalisé à l’occasion du traité des Pyrénées et du mariage du roi Louis XIV avec l'infante d'Espagne Marie-Thérèse d’Autriche à Saint-Jean-de-Luz début juin 1660. Créée en 1660 au château du Neubourg en Normandie puis reprise à Paris en 1661 théâtre du Marais et publiée la même annéée, l'œuvre a connu un grand succès. 

## Déroulé de la pièce
La pièce est en cinq actes, précédés d'un prologue.
Dans la mythologie grecque, Jason, fils d'Éson (roi d'Iolcos en Thessalie) et d'Alcimède, est un héros principalement connu pour sa quête de la toison d'or. Il voit son père bousculé du trône par son oncle Pélias. Sauvé des vues homicides de Pélias par des amis, il est élevé par le centaure Chiron sur le mont Pélion.

## Représentations
La pièce est créée en novembre 1660 par la troupe du Théâtre du Marais, à la demande d'Alexandre de Rieux, marquis de Sourdéac, dans son château du Neubourg en Normandie.

## Publications
- Desseins de la Toison d'or : tragédie, représentée par la troupe royale du Marests, chez M. le marquis de Sourdéac, en son chasteau du Neufbourg, pour réjouissance publique du mariage du roy et de la paix avec l'Espagne, et ensuite sur le théâtre royal du Marests, Paris, Augustin Courbé et Guillaume de Luyne, 1661, 32 p. (lire en ligne).
- La Toison d'or, tragédie ... par le Sieur Corneille, Paris, 10-85 p. (lire en ligne).